# Бортятин
Бортя́тин — село в Україні, у Судововишнянській міській громаді, Яворівського району, Львівської області. Населення становить 1561 особа (станом на 1 січня 2024 року). Орган місцевого самоврядування — Судововишнянська міська рада. 

## Населення
Станом на січень 1939 року у селі мешкало 2170 осіб, з них: 1700 українців, 250 поляків, 210 латинників та 10 юдеїв, а наприкінці 1960-х років — 1785 осіб. За даними всеукраїнського перепису населення 2001 року у селі мешкало 1535 осіб, у 2024 році — 1561 особа.
Мова
Розподіл населення за рідною мовою за даними перепису 2001 року був наступним:
| українська | 1788 | 99,83 |
| російська  | 3    | 0,17  |

## Географія
Село розташоване за 2 км на північ від міста Судова Вишня, за залізничною лінією «Львів-Перемишль», а також за 50 км від обласного центру, за 21 км від районного центру та 5 км від найближчої залізничної станції — Судова Вишня електрифікованій лінії «Львів — Мостиська II».

## Топоніми

### Урбаноніми
Кількість елементів інфраструктури в селі — це 15 вулиць з 489 будинками.
Вулиці
- Антонича Богдана-Ігоря
- Бандери Степана
- Білинки
- Вишнева
- Довга
- Залізнична
- Зелена
- Мельники
- Нова
- Польова
- Річна
- Садова
- Станційна
- Шевченка Тараса
- Шкільна

## Історія
Перша письмова згадка про Бортятин датована 1542 роком, за іншими даними — до 1442 року.
Військовий злочин польських вояків стався в Бортятині у 1919 році. Польські вояки під орудою поручника Абламовіча, побили та розстріляли українського вояка, який повертався з французького фронту та ночував у Петра Борущука. У цей самий день цими ж вояками були вбиті місцеві мешканці Іван Хом'як, Михайло Пайкало та Михайло Сидор.
15 червня 1934 року територія міста Судова Вишня розширена шляхом приєднання частини території села Бортятин.
За радянських часів у селі була розміщена бригада колгоспу «Правда», який мав 2500 га земельних угідь, з них 1328 га орної землі. Напрям господарства — льонарсько-тваринницький. Працювали восьмирічна школа, середня школа сільської молоді, клуб та бібліотека.

## Музей-садиба родини Антоничів
В Бортятині з 1926 року й до смерті мешкали батьки Богдана Ігоря Антонича. Отець Василь Антонич (справжнє прізвище — Кіт, помер у 1947 році) був парохом місцевої церкви Успіння Пречистої Діви Марії та громадським діячем. Він сприяв будівництву церкви та крамниці, що існують досі, організував церковний хор, проводив громадські заходи у свята, у Шевченківські дні, дбав про освіту. Повага до отця Василя була такою, що на похорон його єдиної дитини до Львова приїхали десятки бортятинців, а в повоєнний період могила священика та його дружини Ольги (померла у 1953 році) була впорядкована та доглянута вдячними односельцями. У 1987 році, у зв'язку з 50-ю роковиною смерті поета, Ігор та Ірина Калинці відвідали Бортятин, зібрали багатий біографічний матеріал щодо родини Антоничів. У 2009 році в приміщенні колишньої плебанії відкрито музей-садиба родини Антоничів — Бортятинську філію Львівського музею історії релігії.

## Пам'ятки, визначні місця

### Сакральна архітектура
- Церква Собору Пресвятої Богородиці, збудована у 1936 році зусиллями отця Василя Антонича[11], за проєктом архітектора Василя Нагірного. У 1928-1939 роках парохом села був о. Василь Антонич. Нині церква перебуває в користуванні релігійної громади УГКЦ парафії Собору Пресвятої Богородиці.
- Церква Успіння Пресвятої Богородиці, перебуває в користуванні релігійної громади ПЦУ парафії Успіння Пресвятої Богородиці[16].

## Відомі люди

### Народилися
- Бехта Павло Антонович (нар. 1960) — український науковець, доктор технічних наук, професор Національного лісотехнічного університету України. Завідувач кафедри технологій деревинних композиційних матеріалів.

### Пов'язані з селом
- Богдан-Ігор Антонич (1909-1937) — український поет, прозаїк, перекладач, літературознавець.
- Василь Антонич-Кот (1879-1949) — український греко-католицький священик, батько Богдана-Ігоря Антонича. Похований на сільському цвинтарі.

## Галерея

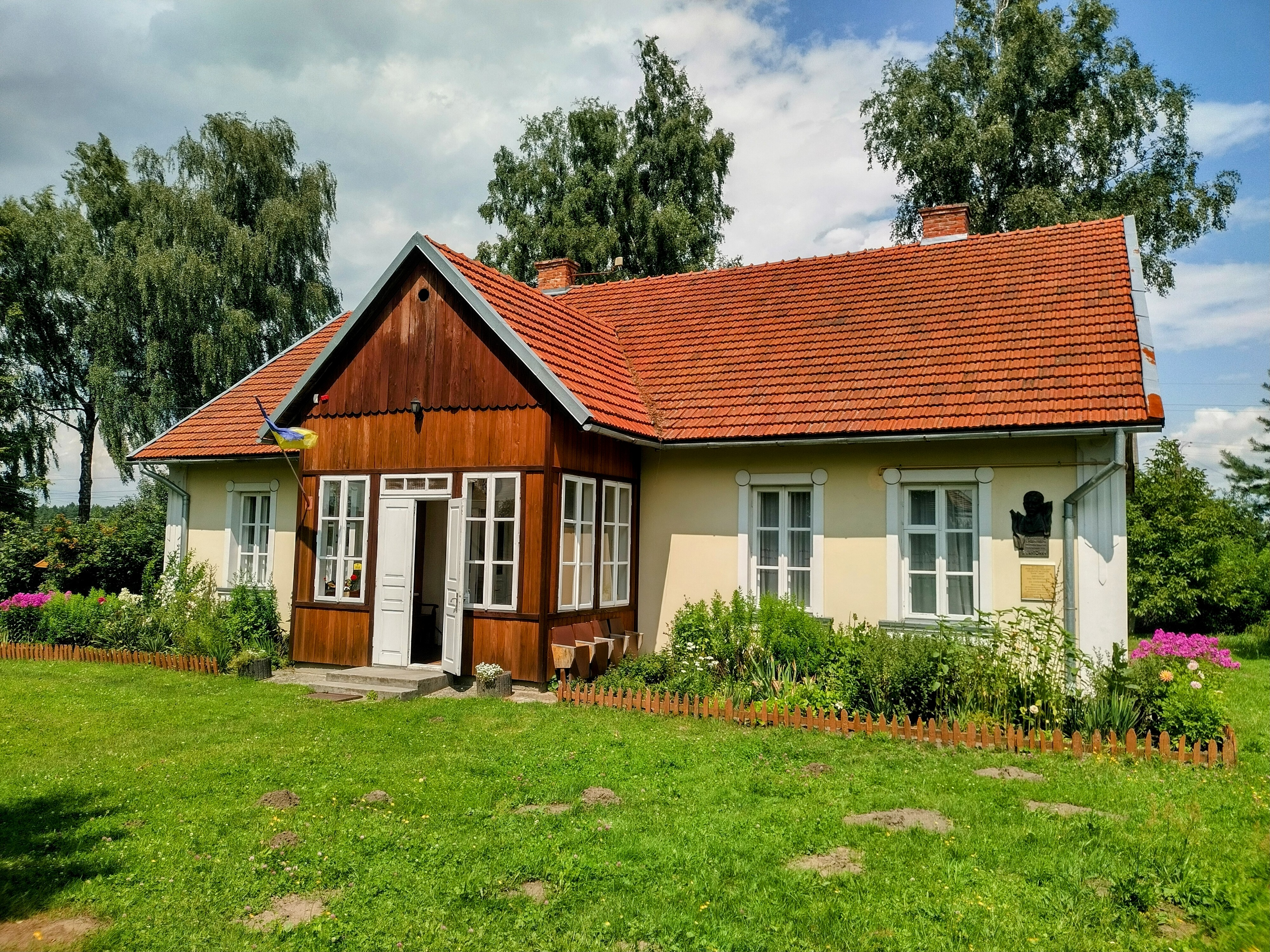
Музей-садиба родини Антоничів
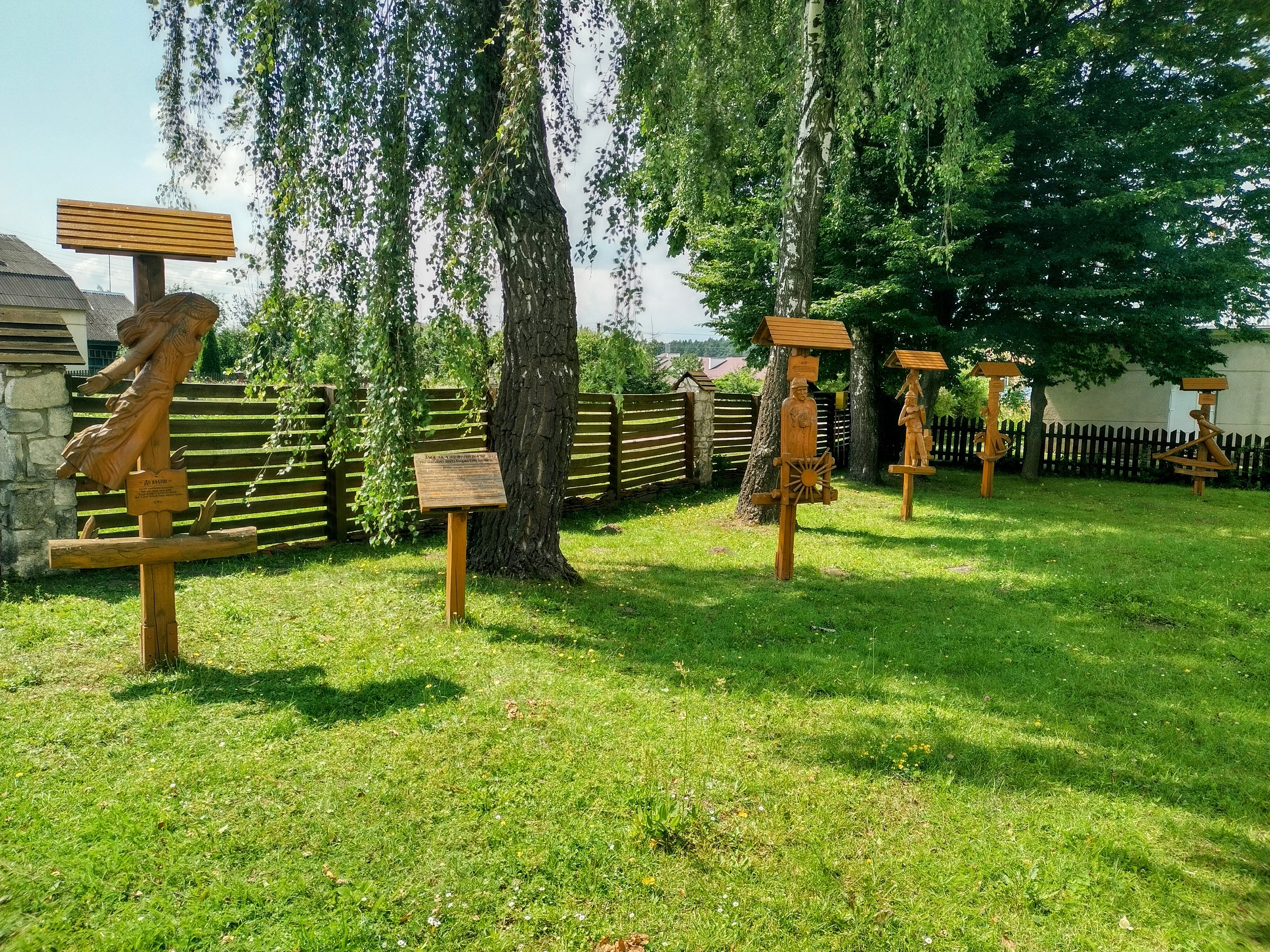
Алея за мотивами поезій українського поета Б.-І. Антонича
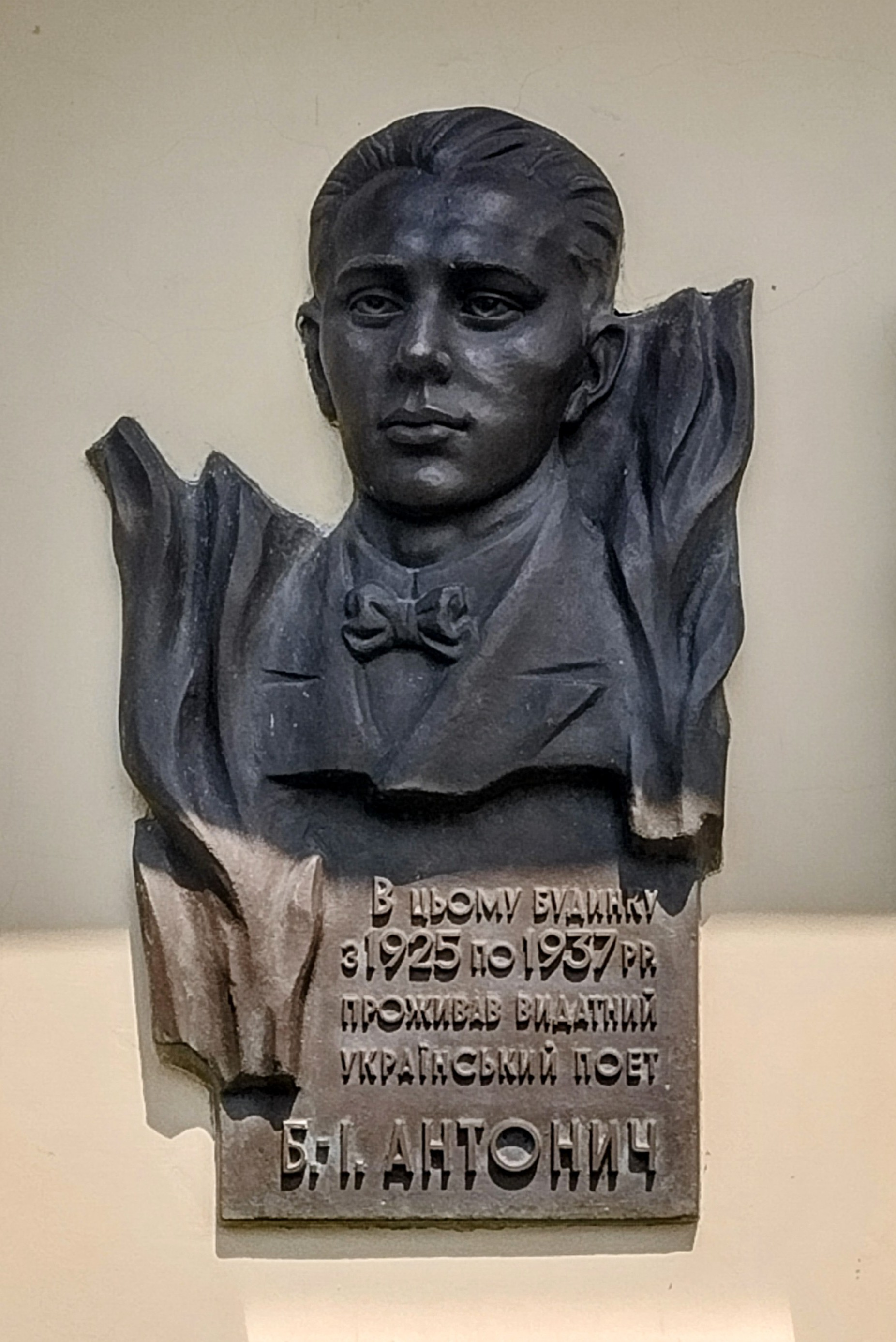
Меморіальна таблиця Б.-І. Антоничу на фасаді будівлі музею
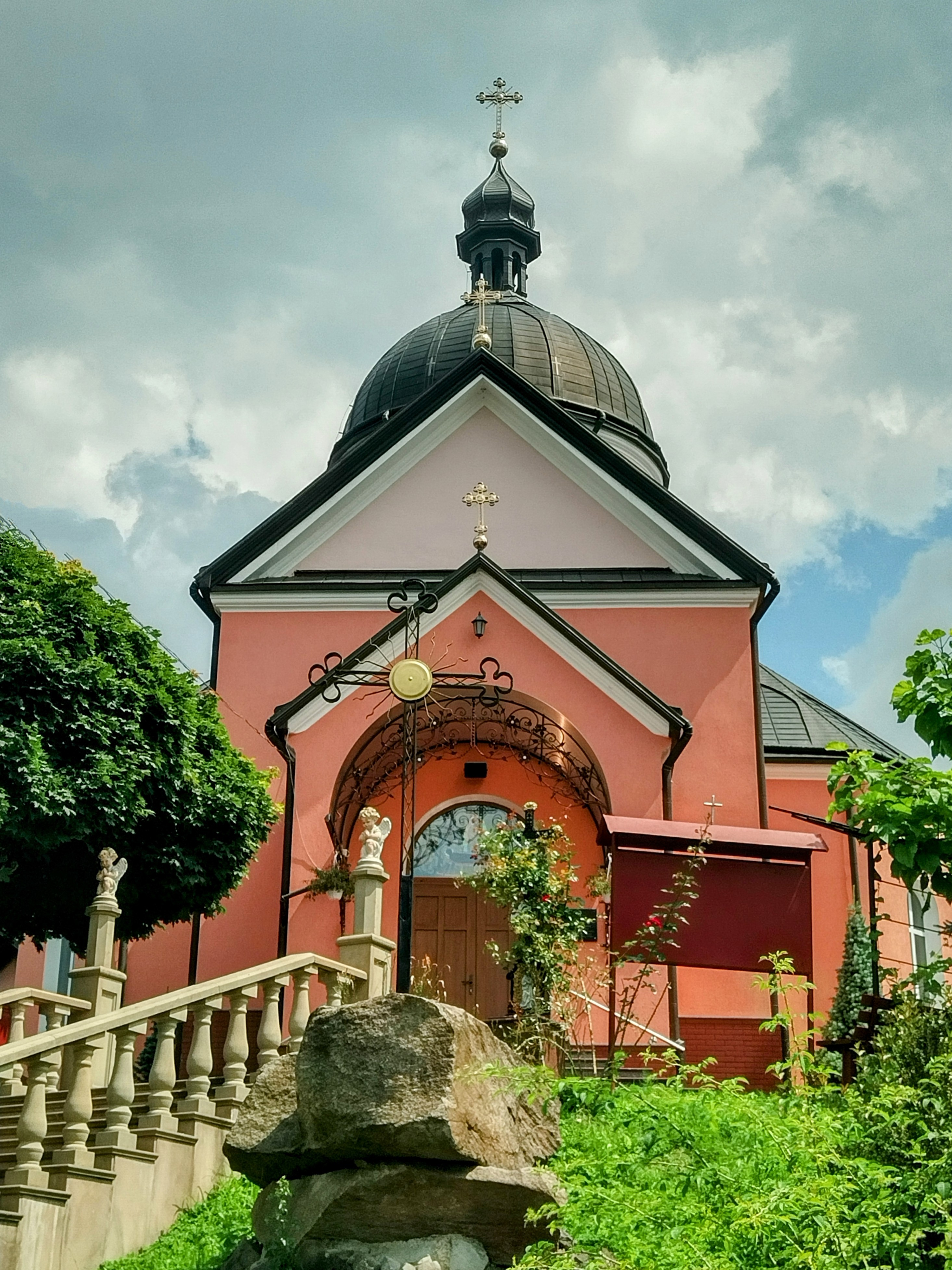
Портал церкви Успіння Пресвятої Богородиці
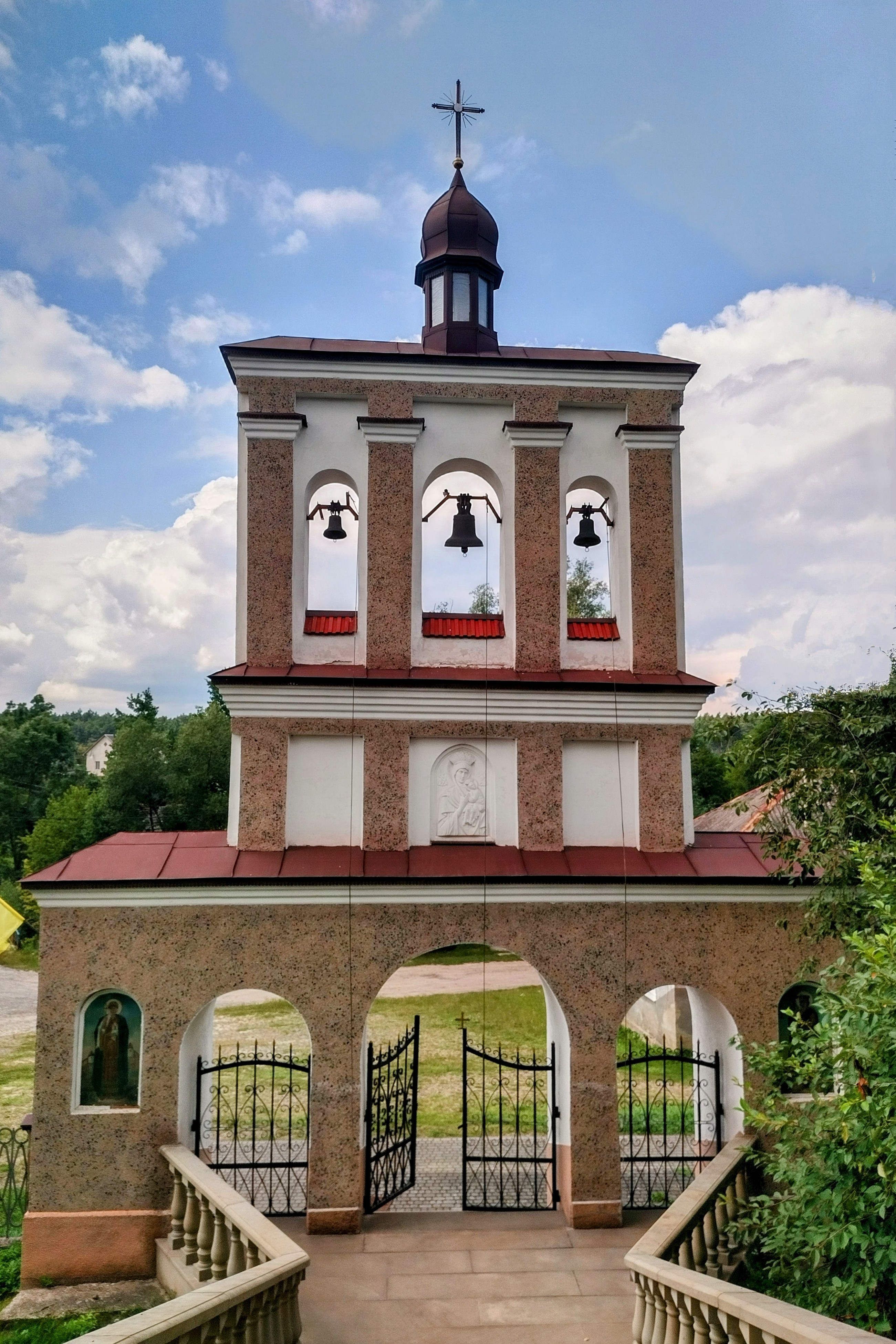
Дзвіниця церкви